# Abolhamed Mirzaali
Abolhamed Mirzaali (Teerã, 1 de fevereiro de 1989) é um voleibolista de praia iraniano, mdalhista em etapas do Circuito Mundial de Vôlei de Praia.

## Carreira
Em 2014 quando formava dupla com Iman Karaminezhadi estreou na correspondente edição do Circuito Mundial, ocasião que finalizaram na vigésima quinta colocação no Aberto de Mangaung.No ano de 2016  disputou no correspondente circuito mundial o Aberto de Kish ao finalizar neste evento com Ebrahim Sansabli na vigésima quinta posição.Competiu com Bahman Gholipoury na edição da Continental Cup Semifinals de 2016, terceira fase, conquistou a medalha de ouro em Kalasine com Kamal Goreishi e alcançou a quinta colocação na etapa da Continental Cup Finals de 2016 em Cairns.
Na jornadas esportiva de 2017 jogou ao lado de Aghmohammad Salagh pelo Circuito Mundial no Aberto de Kish, quando encerraram na décima sétima colocação, também finalizaram na mesma colocação no Aberto de Osaka pelo Circuito Asiático de Vôlei de Praia de 2017 e no Aberto de Palembang.
Com Aghmohammad Salagh finalizou na décima sétima posição no Aberto de Songhla pelo Circuito Asiático de Vôlei de Praia de 2018e juntos competiram também na edição do Circuito Mundial de 2018 quando encerraram na vigésima quinta posição no Aberto de Kish, etapa válida pelo torneio categoria tres estrelas e o quinto lugar no Aberto de Omã, categoria uma estrela, depois formou duplar com Rahman Raoufi conquistando a medalha de bronze no no Aberto de Satun, categoria uma estrela, ma mesma categoria, obtiveram o vice-campeonato no Aberto de Aydin e no Aberto de Samsun.
Ainda com Rahman Raoufi terminou na quinta posição ao disputarem a edição do Campeonato Asiático de Vôlei de Praia realizado em Satun e ainda terminaram na nona colocação no Aberto de Songhla pelo Circuito Asiático de Vôlei de Praia de 2018.No início da temporada do Circuito Mundial de 2019, iniciado em 2018, estiveram juntos na conquista da medalha de prata no Aberto de Bandar Torkaman, categoria uma estrela

## Títulos e resultados
- Torneio 1* de Bandar Torkaman do Circuito Mundial de Vôlei de Praia:2019[17]
- Torneio 1* de Aydin do Circuito Mundial de Vôlei de Praia:2018[13]
- Torneio 1* de Satun do Circuito Mundial de Vôlei de Praia:2018[12]
- Continental Cup Semifinals:2016[3]